# Pic bûcheron
Veniliornis lignarius
Espèce
Statut de conservation UICN

 LC  : Préoccupation mineure
Synonymes
- Picoides lignarius

Le Pic bûcheron (Veniliornis lignarius) est une espèce d'oiseaux de famille des Picidae.
C'est une espèce monotypique.

## Répartition
L'aire de répartition de cet oiseau s'étend sur la Bolivie, le Chili et l'Argentine.